# Магленча
Магленча је насељено место у саставу општине Велико Тројство, Бјеловарско-билогорска жупанија, Република Хрватска.

## Историја
До територијалне реорганизације у Хрватској, налазила се у саставу старе општине Бјеловар.

## Становништво
На попису становништва 2011. године, Магленча је имала 316 становника.

## Попис1991.
На попису становништва 1991. године, насељено место Магленча је имало 375 становника, следећег националног састава:
| Попис 1991.‍  | Попис 1991.‍  | Попис 1991.‍ | Попис 1991.‍ | Попис 1991.‍ |
| ------------ | ------------ | ----------- | ----------- | ----------- |
|              |              |             |             |             |
| Хрвати       | Хрвати       |             | 354         | 94,40%      |
| Срби         | Срби         |             | 4           | 1,06%       |
| Бугари       | Бугари       |             | 1           | 0,26%       |
| Југословени  | Југословени  |             | 1           | 0,26%       |
| Црногорци    | Црногорци    |             | 1           | 0,26%       |
| неопредељени | неопредељени |             | 6           | 1,60%       |
| непознато    | непознато    |             | 8           | 2,13%       |
| укупно: 375  |              |             |             |             |